# Teaterladan

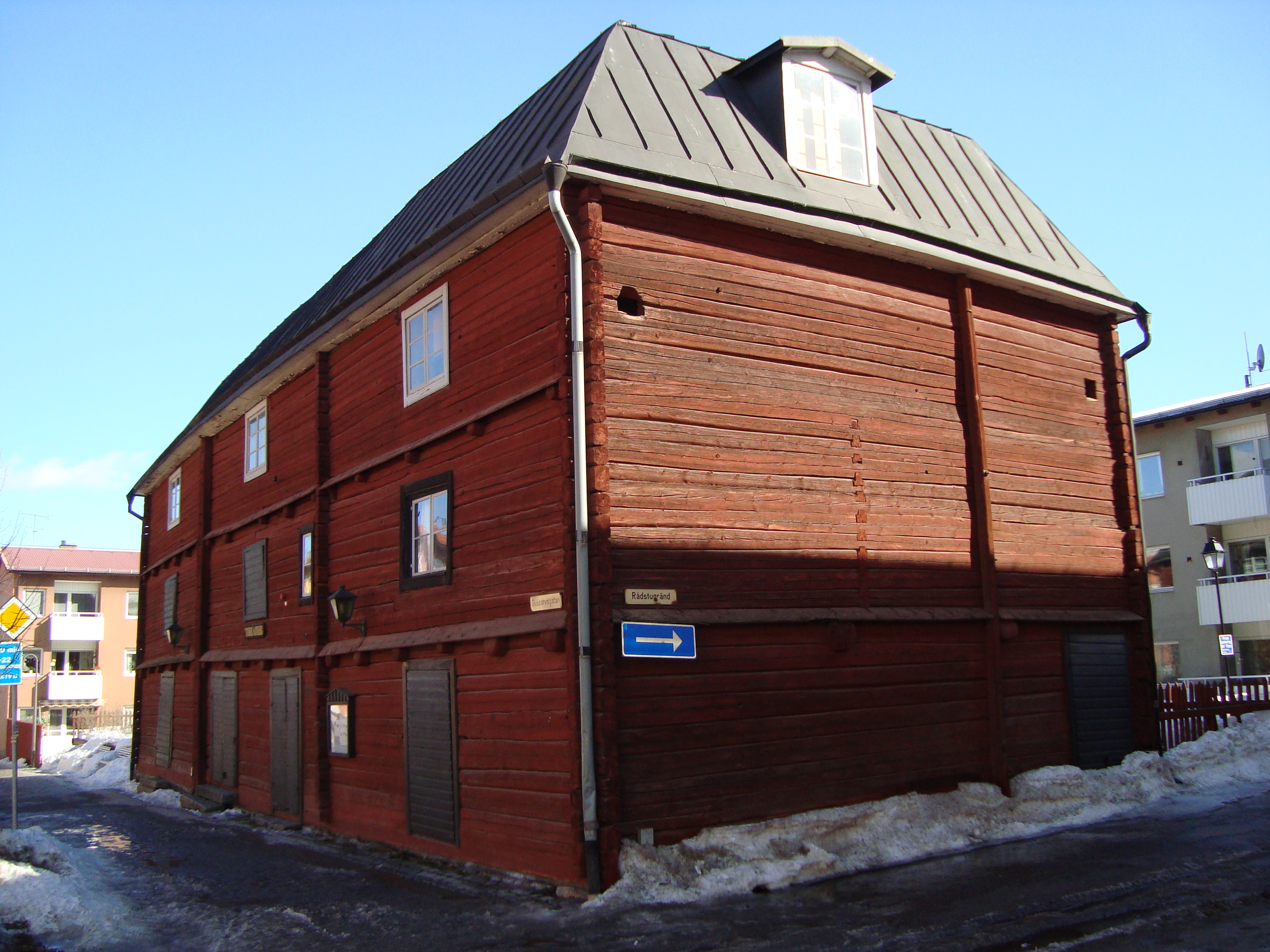
Teaterladan, Hedemora, 2010

Teaterladan (De theaterschuur), officieel Hedemora Gamla Theater, is een theater in Hedemora, Dalarna, Zweden, dat sinds 1964 is opgenomen in de Zweedse monumentenlijst. Het werd ergens tussen 1826 en 1829 gebouwd als een combinatie van schuur en theater met drie verdiepingen, met het podium en de kleedkamers op de bovenste verdieping en opslagruimtes in de onderste twee verdiepingen. Het eerste toneelstuk werd door AP Bergmans Sällskap op 1 februari 1829 opgevoerd. Tussen 1888 en 1910 werd het gebouw gehuurd door het Leger des Heils. Daarna stond het theater leeg en verviel. Naar aanleiding van het 500-jarig stadsjubileum werd het theater  gerestaureerd en door kroonprins Gustaf Adolf op 20 juni 1946 heropend. In het theater worden tegenwoordig in de zomermaanden toneelstukken opgevoerd en concerten gegeven. In het theater bevindt zich ook een klein theatermuseum.